# Mistrzostwa Łotwy w piłce siatkowej mężczyzn (2022/2023)
Mistrzostwa Łotwy w piłce siatkowej mężczyzn 2022/2023 − 31. sezon mistrzostw Łotwy w piłce siatkowej po odzyskaniu przez to państwo niepodległości (93. sezon wliczając mistrzostwa Łotwy w latach 1926-1943 oraz mistrzostwa Łotewskiej SRR) zorganizowany przez Łotewski Związek Piłki Siatkowej (Latvijas volejbola federācija, LVF). Zainaugurowany został 8 października 2022 roku.
Mistrzostwa Łotwy w sezonie 2022/2023 składały się z dwóch poziomów rozgrywkowych: ligi narodowej (oficjalna nazwa: Optibet Latvijas čempionāta Nacionālā līga vīriešiem) będącej drugim poziomem rozgrywkowym oraz fazy finałowej wyłaniającej mistrza Łotwy.
W ramach ligi narodowej osiem drużyn nieuczestniczących w lidze bałtyckiej rywalizowało w fazie zasadniczej i fazie play-off. W fazie zasadniczej rozegrały między sobą po dwa spotkania. Sześć najlepszych zespołów awansowało do fazy play-off, w ramach której odbyły się ćwierćfinały, półfinały, mecz o 3. miejsce i finał. Półfinały, mecz o 3. miejsce oraz finał rozegrane zostały w hali sportowej Państwowego Gimnazjum w Jurmale (Jūrmalas valsts ģimnāzijas sporta halle). Mistrzem ligi narodowej został VK Ventspils, który w finale pokonał zespół Augšdaugava. Trzecie miejsce zajęła drużyna Ryskiego Uniwersytetu Technicznego.
W fazie finałowej Mistrzostw Łotwy miały prawo uczestniczyć cztery najlepsze zespoły ligi narodowej oraz trzy drużyny grające w lidze bałtyckiej. Ostatecznie z ligi narodowej do tej fazy rozgrywek zgłosił się wyłącznie VK Vecumnieki, stąd brały w niej udział tylko cztery drużyny. Rozgrywki składały się z półfinałów, meczów o 3. miejsce oraz finałów. Po raz pierwszy w historii niepodległej Łotwy mistrzem został zespół Ezerzeme/Daugavpils Universitāte, który w finałach pokonał RTU Robežsardze/Jūrmala. Był to trzeci tytuł mistrzowski klubu z Dyneburga (w latach 1968 i 1969 mistrzostwo Łotewskiej SRR zdobył Ķīmiķis Daugavpils). MVP finałów wybrany został Mārtiņš Jansons. Trzecie miejsce zajął SK Jēkabpils Lūši.
Sponsorem tytularnym rozgrywek było przedsiębiorstwo bukmacherskie Optibet.

## System rozgrywek
Mistrzostwa Łotwy w sezonie 2022/2023 składały się z dwóch poziomów rozgrywkowych: narodowej ligi stanowiącej drugi poziom rozgrywkowy oraz fazy finałowej mistrzostw Łotwy, w której brały udział kluby grające w lidze bałtyckiej oraz trzy najlepsze zespoły narodowej ligi.

### Nacionālā līga
W narodowej lidze w sezonie 2022/2023 uczestniczyło 8 drużyn. Rozgrywki składały się z fazy zasadniczej oraz fazy play-off.
W fazie zasadniczej drużyny rozegrały między sobą po dwa spotkania systemem kołowym (mecz u siebie i rewanż na wyjeździe). Dwa najlepsze zespoły automatycznie awansowały do półfinałów, te z miejsc 3-6 rywalizowały w ćwierćfinałach, natomiast pozostałe zakończyły udział w rozgrywkach.
Faza play-off obejmowała ćwierćfinały oraz turniej finałowy. W ćwierćfinałach drużyny utworzyły pary, w ramach których grały do dwóch zwycięstw. Pary powstały na podstawie miejsc zajętych w fazie zasadniczej zgodnie z kluczem:
- para 1: 3–6;
- para 2: 4–5.

Gospodarzem pierwszego i potencjalnie trzeciego meczu w parze była drużyna, która w fazie zasadniczej zajęła wyższe miejsce, natomiast drugiego meczu – ta, która w fazie zasadniczej zajęła niższe miejsce. Zwycięzcy ćwierćfinałów awansowali do turnieju finałowego.
W ramach turnieju finałowego odbyły się półfinały, mecz o 3. miejsce oraz finał. Pary półfinałowe powstały na podstawie miejsc z fazy zasadniczej, tj. pierwszą parę utworzyły drużyna, która w fazie zasadniczej zajęła najwyższe miejsce spośród zespołów uczestniczących w półfinałach oraz ta, która zajęła najniższe miejsce, drugą parę – dwa pozostałe zespoły. Zwycięzcy półfinałów grali mecz finałowy o mistrzostwo ligi narodowej, przegrani natomiast rozgrywali mecz o 3. miejsce. Trzy najlepsze drużyny ligi narodowej awansowały do fazy finałowej mistrzostw Łotwy.

### Faza finałowa
W fazie finałowej mistrzostw Łotwy uczestniczyły trzy drużyny grające w lidze bałtyckiej oraz trzy najlepsze zespoły ligi narodowej. Faza finałowa składała się z ćwierćfinałów, półfinałów, meczów o 3. miejsce oraz finałów. Dwie najlepsze łotewskie drużyny w fazie zasadniczej ligi bałtyckiej bezpośrednio awansowały do półfinałów.
Pary ćwierćfinałowe powstały według poniższego klucza:
- para 1: drużyna, która zajęła 3. miejsce wśród łotewskich drużyn w fazie zasadniczej ligi bałtyckiej – drużyna, która zajęła 3. miejsce w lidze narodowej;
- para 2: drużyna, która zajęła 1. miejsce w lidze narodowej – drużyna, która zajęła 2. miejsce w lidze narodowej.

Rywalizacja w parach toczyła się do dwóch zwycięstw ze zmianą gospodarza po każdym meczu. Gospodarzem pierwszego meczu w parze była drużyna wyżej rozstawiona. Zwycięzcy ćwierćfinałów awansowali do półfinałów.
Pary półfinałowe ustalone zostały na podstawie numerów rozstawienia, tj. pierwszą parę utworzyły drużyna, która zajęła 1. miejsce wśród łotewskich drużyn w fazie zasadniczej ligi bałtyckiej z najniżej rozstawionym zespołem, który awansował z ćwierćfinałów, natomiast drugą parę – dwie pozostałe drużyny. Rywalizacja w parach toczyła się do dwóch zwycięstw ze zmianą gospodarza po każdym meczu. Gospodarzem pierwszego meczu w parze była drużyna wyżej rozstawiona. Zwycięzcy półfinałów awansowali do finałów, przegrani natomiast grali o 3. miejsce.
Rywalizacja o 3. miejsce toczyła się do dwóch zwycięstw ze zmianą gospodarza po każdym meczu. Gospodarzem pierwszego meczu w parze była drużyna wyżej rozstawiona.
Finały rozgrywane były do trzech zwycięstw ze zmianą gospodarza po każdym meczu. Gospodarzem pierwszego meczu w parze była drużyna wyżej rozstawiona.
Drużyny mogły ustalić między sobą inną kolejność rozgrywania spotkań w poszczególnych rundach.
Uwaga: Zespoły VK Ventspils, Augšdaugava oraz Rīgas Tehniskā universitāte wycofały się z udziału w fazie finałowej, stąd rozgrywki składały się wyłącznie z półfinałów, meczów o 3. miejsce oraz finałów.

## Nacionālā līga

### Faza zasadnicza

#### Tabela wyników
| Gospodarz \ Gość1           | VEC | AGŠ | VEN | AIZ | RTU | KUL | JEL | JĒK/JSS |
| --------------------------- | --- | --- | --- | --- | --- | --- | --- | ------- |
| VK Vecumnieki               | -   | 0:3 | 3:2 | 3:2 | 3:2 | 3:1 | 3:1 | 3:2     |
| Augšdaugava                 | 1:3 | -   | 3:2 | 0:3 | 3:1 | 3:2 | 2:3 | 3:0     |
| VK Ventspils                | 2:3 | 1:3 | -   | 2:3 | 0:3 | 3:0 | 3:0 | 3:0     |
| VK Aizpute                  | 2:3 | 3:1 | 0:3 | -   | 0:3 | 3:1 | 3:0 | 0:3     |
| Rīgas Tehniskā universitāte | 3:1 | 1:3 | 1:3 | 3:1 | -   | 3:0 | 3:1 | 3:0     |
| VK Kuldīga/Kuldīgas NSS     | 2:3 | 0:3 | 3:1 | 3:0 | 0:3 | -   | 3:2 | 1:3     |
| VK Jelgava                  | 0:3 | 3:0 | 0:3 | 3:1 | 2:3 | 1:3 | -   | 2:3     |
| Jēkabpils juniori/JSS       | 0:3 | 0:3 | 0:3 | 2:3 | 1:3 | 1:3 | 0:3 | -       |

Źródło: Volejbols Latvija – Data Project (łot.)
1 Drużyna gospodarzy jest wymieniona po lewej stronie tabeli.
Kolory:
  zwycięstwo gospodarzy 3:0 lub 3:1
  zwycięstwo gospodarzy 3:2
  zwycięstwo gości 3:0 lub 3:1
  zwycięstwo gości 3:2

#### Terminarz i wyniki spotkań
| Data       | Godz. | Gospodarz                   | Rezultat                                | Gość                        | Widzów |
| ---------- | ----- | --------------------------- | --------------------------------------- | --------------------------- | ------ |
| I RUNDA    |       |                             |                                         |                             |        |
| 08.10.2022 | 14:00 | VK Ventspils                | 0:3 (20:25, 15:25, 19:25)               | Rīgas Tehniskā universitāte | bd.    |
| 08.10.2022 | 18:00 | VK Vecumnieki               | 3:2 (22:25, 27:29, 25:16, 25:16, 15:13) | VK Aizpute                  | 52     |
| 09.10.2022 | 15:00 | VK Kuldīga/Kuldīgas NSS     | 1:3 (25:19, 18:25, 20:25, 22:25)        | Jēkabpils juniori/JSS       | 150    |
| 09.10.2022 | 17:00 | VK Jelgava                  | 3:0 (25:22, 25:21, 25:13)               | Augšdaugava                 | 40     |
| 15.10.2022 | 13:00 | Rīgas Tehniskā universitāte | 3:0 (25:22, 27:25, 25:22)               | VK Kuldīga/Kuldīgas NSS     | bd.    |
| 15.10.2022 | 14:00 | Jēkabpils juniori/JSS       | 0:3 (22:25, 19:25, 14:25)               | VK Ventspils                | 36     |
| 16.10.2022 | 13:00 | Augšdaugava                 | 3:2 (25:21, 22:25, 25:8, 20:25, 15:7)   | VK Ventspils                | 33     |
| 28.10.2022 | 20:00 | VK Aizpute                  | 3:0 (25:23, 30:28, 25:21)               | VK Jelgava                  | 150    |
| 29.10.2022 | 13:00 | Augšdaugava                 | 1:3 (24:26, 25:16, 25:27, 14:25)        | VK Vecumnieki               | 30     |
| 29.10.2022 | 15:00 | VK Kuldīga/Kuldīgas NSS     | 3:1 (24:26, 25:18, 25:20, 25:22)        | VK Ventspils                | 130    |
| 29.10.2022 | 16:00 | Jēkabpils juniori/JSS       | 1:3 (25:27, 22:25, 25:23, 23:25)        | Rīgas Tehniskā universitāte | 104    |
| 05.11.2022 | 14:00 | VK Ventspils                | 2:3 (25:16, 24:26, 25:27, 27:25, 13:15) | VK Aizpute                  | 50     |
| 05.11.2022 | 16:00 | VK Jelgava                  | 1:3 (25:17, 21:25, 23:25, 21:25)        | VK Kuldīga/Kuldīgas NSS     | 87     |
| 10.11.2022 | 20:00 | VK Vecumnieki               | 3:2 (25:18, 16:25, 25:18, 20:25, 15:11) | Rīgas Tehniskā universitāte | 52     |
| 12.11.2022 | 13:00 | Rīgas Tehniskā universitāte | 3:1 (25:19, 25:18, 13:25, 25:21)        | VK Jelgava                  | 13     |
| 13.11.2022 | 12:00 | Augšdaugava                 | 3:0 (25:16, 25:20, 25:14)               | Jēkabpils juniori/JSS       | 30     |
| 13.11.2022 | 14:00 | VK Vecumnieki               | 3:1 (25:17, 16:25, 25:13, 25:19)        | VK Kuldīga/Kuldīgas NSS     | 40     |
| 19.11.2022 | 13:00 | VK Kuldīga/Kuldīgas NSS     | 3:0 (25:19, 25:17, 25:23)               | VK Aizpute                  | 144    |
| 19.11.2022 | 15:00 | VK Jelgava                  | 0:3 (25:27, 20:25, 24:26)               | VK Ventspils                | 47     |
| 26.11.2022 | 14:00 | VK Ventspils                | 2:3 (16:25, 25:22, 18:25, 25:22, 10:15) | VK Vecumnieki               | 25     |
| 26.11.2022 | 18:00 | VK Aizpute                  | 0:3 (20:25, 21:25, 21:25)               | Rīgas Tehniskā universitāte | 120    |
| 03.12.2022 | 13:00 | VK Jelgava                  | 2:3 (25:23, 20:25, 20:25, 25:15, 17:19) | Jēkabpils juniori/JSS       | 43     |
| 03.12.2022 | 13:00 | VK Kuldīga/Kuldīgas NSS     | 0:3 (15:25, 23:25, 19:25)               | Augšdaugava                 | 102    |
| 04.12.2022 | 13:00 | Rīgas Tehniskā universitāte | 1:3 (25:16, 23:25, 18:25, 18:25)        | Augšdaugava                 | 8      |
| 04.12.2022 | 14:00 | VK Vecumnieki               | 3:2 (25:17, 23:25, 25:20, 22:25, 15:9)  | Jēkabpils juniori/JSS       | 34     |
| 10.12.2022 | 14:00 | Augšdaugava                 | 0:3 (23:25, 16:25, 20:25)               | VK Aizpute                  | 26     |
| 11.12.2022 | 16:00 | Jēkabpils juniori/JSS       | 2:3 (18:25, 25:18, 25:19, 23:25, 14:16) | VK Aizpute                  | 54     |
| 29.01.2023 | 14:00 | VK Vecumnieki               | 3:1 (25:17, 25:20, 22:25, 25:20)        | VK Jelgava                  | bd.    |
| II RUNDA   |       |                             |                                         |                             |        |
| 02.12.2022 | 20:00 | VK Aizpute                  | 0:3 (16:25, 18:25, 26:28)               | VK Ventspils                | 170    |
| 10.12.2022 | 13:00 | VK Jelgava                  | 2:3 (24:26, 25:22, 25:23, 23:25, 11:15) | Rīgas Tehniskā universitāte | 52     |
| 11.12.2022 | 15:00 | VK Kuldīga/Kuldīgas NSS     | 2:3 (16:25, 20:25, 25:23, 25:22, 11:15) | VK Vecumnieki               | 101    |
| 07.01.2023 | 13:00 | VK Aizpute                  | 2:3 (25:22, 22:25, 15:25, 25:19, 9:15)  | VK Vecumnieki               | 57     |
| 14.01.2023 | 13:00 | Augšdaugava                 | 2:3 (25:19, 23:25, 25:27, 25:18, 9:15)  | VK Jelgava                  | 37     |
| 14.01.2023 | 13:00 | Rīgas Tehniskā universitāte | 3:1 (25:14, 26:28, 25:15, 25:20)        | VK Aizpute                  | 9      |
| 14.01.2023 | 19:00 | Jēkabpils juniori/JSS       | 1:3 (23:25, 18:25, 25:19, 15:25)        | VK Kuldīga/Kuldīgas NSS     | 10     |
| 15.01.2023 | 13:00 | Augšdaugava                 | 3:2 (23:25, 25:27, 25:18, 26:24, 15:8)  | VK Kuldīga/Kuldīgas NSS     | 21     |
| 15.01.2023 | 14:00 | VK Vecumnieki               | 3:2 (19:25, 25:23, 29:31, 25:18, 15:13) | VK Ventspils                | 63     |
| 21.01.2023 | 14:00 | VK Ventspils                | 3:0 (25:18, 25:21, 25:17)               | Jēkabpils juniori/JSS       | 60     |
| 21.01.2023 | 15:00 | VK Jelgava                  | 0:3 (20:25, 15:25, 20:25)               | VK Vecumnieki               | 55     |
| 21.01.2023 | 18:00 | VK Aizpute                  | 3:1 (28:26, 25:19, 20:25, 25:23)        | Augšdaugava                 | 140    |
| 22.01.2023 | 14:00 | VK Ventspils                | 1:3 (25:21, 16:25, 22:25, 21:25)        | Augšdaugava                 | 45     |
| 22.01.2023 | 15:00 | VK Kuldīga/Kuldīgas NSS     | 0:3 (19:25, 17:25, 23:25)               | Rīgas Tehniskā universitāte | 141    |
| 22.01.2023 | 18:00 | VK Aizpute                  | 0:3 (23:25, 17:25, 21:25)               | Jēkabpils juniori/JSS       | 170    |
| 29.01.2023 | 13:00 | Rīgas Tehniskā universitāte | 1:3 (27:25, 19:25, 17:25, 18:25)        | VK Ventspils                | 20     |
| 01.02.2023 | 19:30 | Jēkabpils juniori/JSS       | 0:3 (16:25, 22:25, 13:25)               | Augšdaugava                 | 35     |
| 04.02.2023 | 13:00 | Rīgas Tehniskā universitāte | 3:1 (25:21, 25:20, 21:25, 27:25)        | VK Vecumnieki               | 12     |
| 04.02.2023 | 14:00 | VK Ventspils                | 3:0 (32:30, 25:23, 25:23)               | VK Jelgava                  | 56     |
| 04.02.2023 | 18:00 | VK Aizpute                  | 3:1 (23:25, 25:14, 25:17, 25:19)        | VK Kuldīga/Kuldīgas NSS     | 168    |
| 11.02.2023 | 13:00 | Rīgas Tehniskā universitāte | 3:0 (26:24, 25:20, 25:19)               | Jēkabpils juniori/JSS       | 12     |
| 11.02.2023 | 18:00 | VK Vecumnieki               | 0:3 (19:25, 23:25, 20:25)               | Augšdaugava                 | 32     |
| 12.02.2023 | 15:00 | VK Kuldīga/Kuldīgas NSS     | 3:2 (25:19, 23:25, 18:25, 25:19, 15:11) | VK Jelgava                  | 205    |
| 15.02.2023 | 20:00 | Jēkabpils juniori/JSS       | 0:3 (22:25, 25:27, 19:25)               | VK Jelgava                  | 57     |
| 18.02.2023 | 13:00 | Augšdaugava                 | 3:1 (25:21, 25:18, 17:25, 25:20)        | Rīgas Tehniskā universitāte | 26     |
| 18.02.2023 | 14:00 | Jēkabpils juniori/JSS       | 0:3 (15:25, 16:25, 12:25)               | VK Vecumnieki               | 29     |
| 18.02.2023 | 14:00 | VK Ventspils                | 3:0 (25:19, 25:15, 25:22)               | VK Kuldīga/Kuldīgas NSS     | 40     |
| 18.02.2023 | 16:00 | VK Jelgava                  | 3:1 (25:20, 27:25, 21:25, 25:18)        | VK Aizpute                  | 48     |

#### Tabela
| Lp. | Drużyna                     | Pkt | Mecze | Mecze | Mecze | Rodzaj wyniku | Rodzaj wyniku | Rodzaj wyniku | Rodzaj wyniku | Rodzaj wyniku | Rodzaj wyniku | Sety | Sety | Sety  | Małe punkty | Małe punkty | Małe punkty |
| Lp. | Drużyna                     | Pkt | M     | W     | P     | 3:0           | 3:1           | 3:2           | 2:3           | 1:3           | 0:3           | wyg. | prz. | stos. | zdob.       | str.        | stos.       |
| --- | --------------------------- | --- | ----- | ----- | ----- | ------------- | ------------- | ------------- | ------------- | ------------- | ------------- | ---- | ---- | ----- | ----------- | ----------- | ----------- |
| 1   | Rīgas Tehniskā universitāte | 30  | 14    | 10    | 4     | 5             | 4             | 1             | 1             | 3             | 0             | 35   | 18   | 1.944 | 1222        | 1145        | 1.067       |
| 2   | VK Vecumnieki               | 29  | 14    | 12    | 2     | 2             | 3             | 7             | 0             | 1             | 1             | 37   | 23   | 1.609 | 1348        | 1204        | 1.12        |
| 3   | Augšdaugava                 | 26  | 14    | 9     | 5     | 4             | 3             | 2             | 1             | 2             | 2             | 31   | 22   | 1.409 | 1203        | 1106        | 1.088       |
| 4   | VK Ventspils                | 25  | 14    | 7     | 7     | 6             | 1             | 0             | 4             | 2             | 1             | 31   | 22   | 1.409 | 1191        | 1161        | 1.026       |
| 5   | VK Aizpute                  | 18  | 14    | 6     | 8     | 2             | 2             | 2             | 2             | 2             | 4             | 24   | 30   | 0.8   | 1165        | 1240        | 0.94        |
| 6   | VK Kuldīga/Kuldīgas NSS     | 16  | 14    | 5     | 9     | 1             | 3             | 1             | 2             | 3             | 4             | 22   | 32   | 0.688 | 1140        | 1224        | 0.931       |
| 7   | VK Jelgava                  | 14  | 14    | 4     | 10    | 2             | 1             | 1             | 3             | 3             | 4             | 21   | 33   | 0.636 | 1195        | 1233        | 0.969       |
| 8   | Jēkabpils juniori/JSS       | 10  | 14    | 3     | 11    | 1             | 1             | 1             | 2             | 2             | 7             | 15   | 36   | 0.417 | 1037        | 1188        | 0.873       |

Źródło: Volejbols Latvija – Data Volley (łot.)
Punktacja: 3:0 i 3:1 – 3 pkt; 3:2 – 2 pkt; 2:3 – 1 pkt; 1:3 i 0:3 – 0 pkt
Zasady ustalania kolejności: 1. liczba punktów; 2. liczba zwycięstw; 3. stosunek setów; 4. stosunek małych punktów; 5. bilans w bezpośrednich meczach
     Faza play-off – półfinały
     Faza play-off – ćwierćfinały

### Faza play-off

#### Drabinka
|  | Ćwierćfinały | Ćwierćfinały            | Ćwierćfinały | Ćwierćfinały | Ćwierćfinały |  |  | Półfinały | Półfinały                   | Półfinały |  |  | Finał              | Finał                       | Finał              |
|  |              |                         |              |              |              |  |  |           |                             |           |  |  |                    |                             |                    |
|  |              |                         |              |              |              |  |  | 1         | Rīgas Tehniskā universitāte | 1         |  |  |                    |                             |                    |
|  | 3            | Augšdaugava             | 3            | 3            |              |  |  | 4         | VK Ventspils                | 3         |  |  |                    |                             |                    |
|  | 6            | VK Kuldīga/Kuldīgas NSS | 2            | 2            |              |  |  |           |                             |           |  |  | 4                  | VK Ventspils                | 3                  |
|  |              |                         |              |              |              |  |  |           |                             |           |  |  | 3                  | Augšdaugava                 | 2                  |
|  |              |                         |              |              |              |  |  | 2         | VK Vecumnieki               | 2         |  |  |                    |                             |                    |
|  | 4            | VK Ventspils            | 3            | 3            |              |  |  | 3         | Augšdaugava                 | 3         |  |  | Mecze o 3. miejsce | Mecze o 3. miejsce          | Mecze o 3. miejsce |
|  | 5            | VK Aizpute              | 0            | 0            |              |  |  |           |                             |           |  |  |                    |                             |                    |
|  |              |                         |              |              |              |  |  |           |                             |           |  |  | 1                  | Rīgas Tehniskā universitāte | 3                  |
|  |              |                         |              |              |              |  |  |           |                             |           |  |  | 2                  | VK Vecumnieki               | 2                  |

#### Ćwierćfinały
(do dwóch zwycięstw)
| Data             | Godz.            | Gospodarz               | Rezultat                                | Gość                        | Widzów                      |
| ---------------- | ---------------- | ----------------------- | --------------------------------------- | --------------------------- | --------------------------- |
| Augšdaugava (3)  | Augšdaugava (3)  | Augšdaugava (3)         | 2 – 0                                   | (6) VK Kuldīga/Kuldīgas NSS | (6) VK Kuldīga/Kuldīgas NSS |
| 26.02.2023       | 16:00            | Augšdaugava             | 3:2 (22:25, 25:19, 25:18, 21:25, 15:7)  | VK Kuldīga/Kuldīgas NSS     | 32                          |
| 04.03.2023       | 16:00            | VK Kuldīga/Kuldīgas NSS | 2:3 (25:18, 30:32, 25:12, 23:25, 11:15) | Augšdaugava                 | 212                         |
| VK Ventspils (4) | VK Ventspils (4) | VK Ventspils (4)        | 2 – 0                                   | (5) VK Aizpute              | (5) VK Aizpute              |
| 26.02.2023       | 14:00            | VK Ventspils            | 3:0 (25:16, 25:22, 25:19)               | VK Aizpute                  | 120                         |
| 04.03.2023       | 18:00            | VK Aizpute              | 0:3 (15:25, 21:25, 13:25)               | VK Ventspils                | 250                         |

#### Półfinały
| Data       | Godz. | Gospodarz                   | Rezultat                                | Gość         | Widzów |
| ---------- | ----- | --------------------------- | --------------------------------------- | ------------ | ------ |
| 11.03.2023 | 16:00 | Rīgas Tehniskā universitāte | 1:3 (25:22, 19:25, 22:25, 23:25)        | VK Ventspils | bd.    |
| 11.03.2023 | 19:00 | VK Vecumnieki               | 2:3 (21:25, 25:23, 19:25, 26:24, 10:15) | Augšdaugava  | bd.    |

#### Mecz o 3. miejsce
| Data       | Godz. | Gospodarz                   | Rezultat                               | Gość          | Widzów |
| ---------- | ----- | --------------------------- | -------------------------------------- | ------------- | ------ |
| 12.03.2023 | 15:00 | Rīgas Tehniskā universitāte | 3:2 (23:25, 23:25, 25:16, 25:17, 15:9) | VK Vecumnieki | 97     |

#### Finał
| Data       | Godz. | Gospodarz    | Rezultat                                | Gość        | Widzów |
| ---------- | ----- | ------------ | --------------------------------------- | ----------- | ------ |
| 12.03.2023 | 18:00 | VK Ventspils | 3:2 (22:25, 25:22, 24:26, 25:15, 15:13) | Augšdaugava | 148    |

## Faza finałowa

### Drabinka
|  |           |                                  |                   |                         |                    |   |   |                                  |        |        |        |        |        |        |
|  | Półfinały | Półfinały                        | Półfinały         | Półfinały               | Półfinały          |   |   | Finały                           | Finały | Finały | Finały | Finały | Finały | Finały |
|  | Półfinały | Półfinały                        | Półfinały         | Półfinały               | Półfinały          |   |   | Finały                           | Finały | Finały | Finały | Finały | Finały | Finały |
|  |           |                                  |                   |                         |                    |   |   |                                  |        |        |        |        |        |        |
|  |           |                                  |                   |                         |                    |   |   |                                  |        |        |        |        |        |        |
|  | 1         | Ezerzeme/Daugavpils Universitāte | 3                 | 3                       |                    |   |   |                                  |        |        |        |        |        |        |
|  | 1         | Ezerzeme/Daugavpils Universitāte | 3                 | 3                       |                    |   |   |                                  |        |        |        |        |        |        |
|  | 4         | VK Vecumnieki                    | 2                 | 0                       |                    |   |   |                                  |        |        |        |        |        |        |
|  | 4         | VK Vecumnieki                    | 2                 | 0                       |                    |   | 1 | Ezerzeme/Daugavpils Universitāte | 3      | 1      | 3      | 2      | 3      |        |
|  |           |                                  |                   |                         |                    |   | 1 | Ezerzeme/Daugavpils Universitāte | 3      | 1      | 3      | 2      | 3      |        |
|  |           |                                  | 2                 | RTU Robežsardze/Jūrmala | 2                  | 3 | 2 | 3                                | 0      |        |        |        |        |        |
|  | 2         | RTU Robežsardze/Jūrmala          | 2                 | RTU Robežsardze/Jūrmala | 2                  | 3 | 2 | 3                                | 0      | 3      | 3      |        |        |        |
|  | 2         | RTU Robežsardze/Jūrmala          |                   |                         |                    |   |   |                                  |        |        |        |        |        |        |
|  | 3         | SK Jēkabpils Lūši                | 0                 | 1                       |                    |   |   |                                  |        |        |        |        |        |        |
|  | 3         | SK Jēkabpils Lūši                | 0                 | 1                       | Mecze o 3. miejsce |   |   |                                  |        |        |        |        |        |        |
|  |           |                                  |                   |                         |                    |   |   |                                  |        |        |        |        |        |        |
|  |           |                                  |                   |                         |                    |   |   |                                  |        |        |        |        |        |        |
|  |           |                                  |                   |                         |                    |   |   |                                  |        |        |        |        |        |        |
|  | 3         | SK Jēkabpils Lūši                | SK Jēkabpils Lūši | SK Jēkabpils Lūši       | 3                  | 3 |   |                                  |        |        |        |        |        |        |
|  | 3         | SK Jēkabpils Lūši                | SK Jēkabpils Lūši | SK Jēkabpils Lūši       | 3                  | 3 |   |                                  |        |        |        |        |        |        |
|  | 4         | VK Vecumnieki                    | VK Vecumnieki     | VK Vecumnieki           | 0                  | 0 |   |                                  |        |        |        |        |        |        |
|  | 4         | VK Vecumnieki                    | VK Vecumnieki     | VK Vecumnieki           | 0                  | 0 |   |                                  |        |        |        |        |        |        |

### Półfinały
(do dwóch zwycięstw)
| Data                                 | Godz.                                | Gospodarz                            | Rezultat                                | Gość                             | Widzów                |
| ------------------------------------ | ------------------------------------ | ------------------------------------ | --------------------------------------- | -------------------------------- | --------------------- |
| Ezerzeme/Daugavpils Universitāte (1) | Ezerzeme/Daugavpils Universitāte (1) | Ezerzeme/Daugavpils Universitāte (1) | 2 – 0                                   | (4) VK Vecumnieki                | (4) VK Vecumnieki     |
| 30.03.2023                           | 20:00                                | VK Vecumnieki                        | 2:3 (26:24, 23:25, 12:25, 28:26, 12:15) | Ezerzeme/Daugavpils Universitāte | 55                    |
| 01.04.2023                           | 18:00                                | Ezerzeme/Daugavpils Universitāte     | 3:0 (25:17, 25:20, 26:24)               | VK Vecumnieki                    | 153                   |
| RTU Robežsardze/Jūrmala (2)          | RTU Robežsardze/Jūrmala (2)          | RTU Robežsardze/Jūrmala (2)          | 2 – 0                                   | (3) SK Jēkabpils Lūši            | (3) SK Jēkabpils Lūši |
| 29.03.2023                           | 20:00                                | RTU Robežsardze/Jūrmala              | 3:0 (25:21, 25:20, 25:16)               | SK Jēkabpils Lūši                | 98                    |
| 01.04.2023                           | 18:00                                | SK Jēkabpils Lūši                    | 1:3 (14:25, 25:16, 22:25, 15:25)        | RTU Robežsardze/Jūrmala          | 232                   |

### Mecze o 3. miejsce
(do dwóch zwycięstw)
| Data                  | Godz.                 | Gospodarz             | Rezultat                  | Gość              | Widzów            |
| --------------------- | --------------------- | --------------------- | ------------------------- | ----------------- | ----------------- |
| SK Jēkabpils Lūši (3) | SK Jēkabpils Lūši (3) | SK Jēkabpils Lūši (3) | 2 – 0                     | (4) VK Vecumnieki | (4) VK Vecumnieki |
| 09.04.2023            | 18:00                 | VK Vecumnieki         | 0:3 (26:28, 15:25, 20:25) | SK Jēkabpils Lūši | bd.               |
| 15.04.2023            | 18:30                 | SK Jēkabpils Lūši     | 3:0 (25:16, 25:18, 28:26) | VK Vecumnieki     | 278               |

### Finały
(do trzech zwycięstw)
| Data                                 | Godz.                                | Gospodarz                            | Rezultat                                | Gość                             | Widzów                      |
| ------------------------------------ | ------------------------------------ | ------------------------------------ | --------------------------------------- | -------------------------------- | --------------------------- |
| Ezerzeme/Daugavpils Universitāte (1) | Ezerzeme/Daugavpils Universitāte (1) | Ezerzeme/Daugavpils Universitāte (1) | 3 – 2                                   | (2) RTU Robežsardze/Jūrmala      | (2) RTU Robežsardze/Jūrmala |
| 08.04.2023                           | 19:40                                | Ezerzeme/Daugavpils Universitāte     | 3:2 (23:25, 25:19, 25:18, 16:25, 15:10) | RTU Robežsardze/Jūrmala          | 274                         |
| 09.04.2023                           | 18:00                                | RTU Robežsardze/Jūrmala              | 3:1 (25:22, 27:25, 22:25, 25:23)        | Ezerzeme/Daugavpils Universitāte | 143                         |
| 15.04.2023                           | 16:00                                | Ezerzeme/Daugavpils Universitāte     | 3:2 (25:23, 22:25, 19:25, 27:25, 17:15) | RTU Robežsardze/Jūrmala          | 270                         |
| 16.04.2023                           | 19:00                                | RTU Robežsardze/Jūrmala              | 3:2 (25:20, 18:25, 25:18, 25:27, 15:12) | Ezerzeme/Daugavpils Universitāte | 203                         |
| 19.04.2023                           | 19:40                                | Ezerzeme/Daugavpils Universitāte     | 3:0 (27:25, 25:20, 25:11)               | RTU Robežsardze/Jūrmala          | 430                         |

## Klasyfikacja końcowa
| Poz. | Drużyna                          |
| ---- | -------------------------------- |
| 1.   | Ezerzeme/Daugavpils Universitāte |
| 2.   | RTU Robežsardze/Jūrmala          |
| 3.   | SK Jēkabpils Lūši                |
| 4.   | VK Vecumnieki                    |

| Poz. | Drużyna                     |
| ---- | --------------------------- |
| 1.   | VK Ventspils                |
| 2.   | Augšdaugava                 |
| 3.   | Rīgas Tehniskā universitāte |
| 4.   | VK Vecumnieki               |
| 5.   | VK Aizpute                  |
| 6.   | VK Kuldīga/Kuldīgas NSS     |
| 7.   | VK Jelgava                  |
| 8.   | Jēkabpils juniori/JSS       |